# Copyleft
Copyleft – rodzaj systemu wolnego licencjonowania praw autorskich, zezwalający na modyfikację określonych aspektów praw autorskich i rozpowszechnianie utworów zależnych na identycznych warunkach.

Symbol Copyleft – odwrócony znak ©

Założenia systemu zostały stworzone w roku 1984 przez Richarda Stallmana na użytek oprogramowania, ale dziś są używane również dla innych rodzajów dzieł.

## Nazwa
Nazwa etymologicznie jest odwróceniem znaczenia słowa copyright i jednocześnie swoistą grą słowną. Copy („kopiowanie”) i right („prawo”) to inaczej zastrzeżenie wszelkich praw do kopiowania, natomiast left to po angielsku „lewo” i jednocześnie strona bierna czasownika leave→left („porzucić”), zatem termin „copyleft” może być rozumiany jako świadome „porzucenie” zastrzeżeń do kopiowania.
Termin prawdopodobnie pojawił się po raz pierwszy w dyskordiańskiej świętej księdze Principia Discordia w postaci Kopyleft i dopiskiem (K) ALL RIGHTS REVERSED – Reprint what you like (po ang. „Wszystkie prawa odwrócone – drukuj do woli”).
Termin ten został użyty przez Li-Chen Wanga, autora interpretatora języka BASIC o nazwie Palo Alto Tiny BASIC. Kod źródłowy tego interpretera, który został opublikowany w maju 1976 r. w czasopiśmie Dr. Dobb's Journal, zawierał w nagłówku następujący tekst:
TINY BASIC FOR INTEL 8080; VERSION 1.0; BY LI-CHEN WANG; 10 JUNE, 1976; @COPYLEFT; ALL WRONGS RESERVED
Zgodnie z historią podawaną przez Richarda Stallmana nazwa pochodzi od napisu na kopercie listu, jaki dostał od Dona Hopkinsa w 1984 lub 1985 r. w związku z dyskusjami, jakie toczyli na temat szkód, jakie w rozwoju oprogramowania powoduje prawo autorskie. Hopkins żartobliwie napisał: Copyleft – all rights reversed („Copyleft – wszelkie prawa odwrócone”), nawiązując do często stosowanej formułki zastrzegającej prawa do kopiowania stosowanej w USA: Copyright ... ... All rights reserved, tj. „Prawa do kopiowania: (podmiot) (data). Wszystkie prawa zastrzeżone”.

## Idea
Idea copyleft polega na takim wykorzystaniu systemu praw autorskich, że osiąga zupełnie odwrotne cele niż copyright (poszerzenie wolności zamiast jej ograniczenia).
W pierwszym etapie zastrzega się prawa autorskie do danej pracy. Ten etap nie różni się niczym od copyright. Dopiero w następnym zezwala się wszystkim zainteresowanym na dowolne kopiowanie, dystrybuowanie oraz modyfikowanie danej pracy lub pracy pochodnej. Jednocześnie zastrzega się, by wszelkie zmiany również były objęte klauzulą copyleft, a więc wykorzystywane na tych samych zasadach co pierwotna praca. Celem jest tutaj stworzenie twórczości, która będzie się rozprzestrzeniać i jednocześnie nigdy ten proces rozprzestrzeniania się nie będzie mógł być zablokowany przez ponowne zastrzeżenie wszystkich praw autorskich do niej.

## Praktyka
Konkretne zastosowania idei copyleft można znaleźć w licencjach projektu GNU – GNU GPL, GNU LGPL oraz GNU FDL, a także w licencjach FAL i MPL.
Do licencji typu copyleft zaliczane są także te stworzone przez organizację Creative Commons, które posiadają warunek share alike (SA, na tych samych warunkach) i nie mają zakazu tworzenia dzieł pochodnych (ND). Istnieją jednak kontrowersje co do tego, czy licencje Creative Commons, które posiadają warunek SA i jednocześnie NC (zakaz użycia komercyjnego) mogą istotnie być zaliczane do licencji typu copyleft.